# Broken Toy Shop
Broken Toy Shop, Mark Oliver Everetts (känd från bandet Eels) andra och sista soloalbum. Albumet släpptes 7 december 1993.

## Låtlista
1. Shine It All On
2. Standing At the Gate
3. Only Thing I Care About
4. Manchester Girl
5. L. A. River
6. Most Unpleasant Man
7. Mass
8. Tomorrow I'll Be Nine
9. Day I Wrote You Off
10. Someone to Break the Spell
11. She Loves a Puppet
12. Permanent Broken Heart
13. My Old Raincoat
14. Eight Lives Left